# 陆钶
陆钶（1488年—1554年），字容之，號石樓，浙江鄞縣（今寧波市）人，明朝政治人物，正德甲戌進士，嘉靖間累官保定巡撫。

## 生平
正德八年（1513年）癸酉科浙江鄉試第七名舉人，正德九年（1514年）聯捷甲戌科进士。歷直隸安庆府知府。嘉靖七年（1528年），升貴州按察司副使。歷四川布政使司右參政。嘉靖十二年十二月（1534年）升廣西按察使。嘉靖十四年（1535年）升江西右布政使，十六年轉福建左布政使，“以飞诡新增田，补浮粮额赋，佥解户革贴解费”。陆钶回京述职期間，户部問以地方弊政，陆钶上陈盐法、积弊、寺田、盗贼四事。户部将陆钶的意见上报，成为法令。嘉靖十七年（1538年）五月，陆钶升都察院右副都御史，巡抚保定。

## 軼事
《湧幢小品》載陸鈳為貴州副使時焚毀妖像之事。

## 家族
福建巡抚陆偁长子，母杨茂英，为南京吏部尚書杨守阯长女。有弟陆铨、陆釴。

## 著作
曾刊刻《碧川文选》四卷。明杨守阯撰。嘉靖四年（1525年）鄞县陆鈳刊本。

## 遗迹
- 今宁波陆钶墓，神道、牌坊皆存。
- 今安庆大观亭，为嘉靖四年（1525年）时任安庆府知府的陆钶为纪念余阙领衔创建。